# إيزوبل إنجلش
إيزوبل إنجلش (بالإنجليزية: Isobel English)‏ (9 يونيو 1920 - 30 مايو 1994)؛ روائية بريطانية.